# Estación Embarcación
Embarcación es una estación de ferrocarril ubicada en la ciudad homónima, departamento General José de San Martín, provincia de Salta, Argentina.
La estación fue abierta al tránsito de trenes en 1911 por el Ferrocarril Central Norte Argentino.
El 15 de diciembre de 1930 se inaugura el tramo a Formosa.

## Servicios
No presta servicios de pasajeros. Sus vías e instalaciones pertenecen al Ferrocarril General Belgrano, por las cual corren trenes de cargas de la empresa estatal Trenes Argentinos Cargas.